# Jiří Löffelmann
Jiří Löffelmann (* 25. ledna 1960) je český regionální politik, v letech 2012 až 2024 zastupitel Libereckého kraje a dlouholetý starosta Skalice u České Lípy. Je členem Starostů pro Liberecký kraj.
V zastupitelstvu obce Skalice u České Lípy zasedl poprvé po komunálních volbách v roce 1994 a od téhož roku je také městským radním a starostou města. Celkem tedy sedmkrát obhájil funkci starosty. Do obecního zastupitelstva nejprve kandidoval jako nezávislý kandidát, od roku 2008 je členem Starostů pro Liberecký kraj.
V letech 2000 a 2008 kandidoval neúspěšně do zastupitelstva Libereckého kraje. V roce 2012 v krajských volbách uspěl, zasedl v Zastupitelstvu Libereckého kraje a tento mandát obhájil i v letech 2016 a 2020. Mezi lety 2016 a 2020 zasedal v krajské radě Lib. kraje, na pozici radního pro životní prostředí, zemědělství a rozvoj venkova.
V krajských volbách v roce 2024 obhajoval z pozice člena hnutí SLK post zastupitele Libereckého kraje z 31. místa kandidátky. Tentokrát však zvolen nebyl.